# Lindsay Northover, Baroness Northover

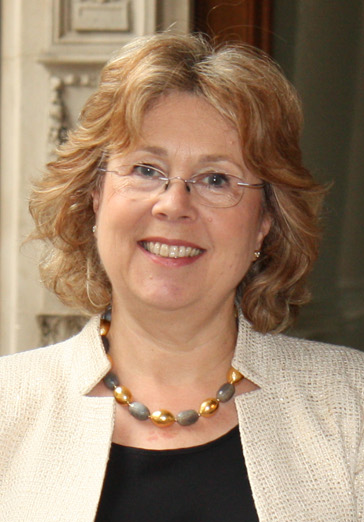
Lindsay Northover, Baroness Northover (2014)

Lindsay Patricia Northover, Baroness Northover (geborene Granshaw, * 21. August 1954) ist eine britische Politikerin der Social Democratic Party sowie jetzt der Liberal Democrats, die seit 2000 als Life Peeress als Mitglied dem House of Lords angehört.

## Leben

### Studium, berufliche Laufbahn und erfolglose Kandidaturen für das Unterhaus
Nach dem Besuch der Brighton and Hove High School begann Lindsay Northover ein Studium der Geschichtswissenschaften am St Anne’s College der University of Oxford, wo sie zunächst einen Bachelor of Arts (B.A.) sowie 1976 einen Master of Arts (M.A.History) mit dem Schwerpunkt der Geschichte der Neuzeit erwarb. Mit finanzieller Unterstützung durch Stipendium setzte sie ihre Studien am Bryn Mawr College sowie der University of Pennsylvania fort und schloss diese 1978 mit einem weiteren Master of Arts ab, ehe sie 1981 einen Doctor of Philosophy (Ph.D.) in den Fächern Wissenschaftsgeschichte und Wissenschaftstheorie erwarb.
Anschließend war sie zwischen 1980 und 1983 Forschungsmitarbeiterin (Research Fellow) am University College London sowie am St. Mark’s Hospital in London. Bereits bei den Unterhauswahlen am 9. Juni 1983 bewarb sie sich erstmals ohne Erfolg für die Social Democratic Party (SDP) im Wahlkreis Welwyn Hatfield für einen Sitz im House of Commons. Im Anschluss wurde sie Forschungsmitarbeiterin an der Medizinischen Schule des St. Thomas’ Hospital in London, ehe sie zwischen 1984 und 1991 Lektorin für Medizingeschichte am Wellcome Trust Centre for the History of Medicine sowie am University College London war.
In dieser Zeit kandidierte Lindsay Northover, die zwischen 1987 und 1988 Vorsitzende der Gesundheits- und Wohlfahrtsvereinigung der SDP war, bei den Wahlen am 11. Juni 1987 im Wahlkreis Welwyn Hatfield abermals ohne Erfolg für einen Sitz im Unterhaus. Nachdem sie von 1988 bis 1991 Vorsitzende der Vereinigung der Parlamentskandidaten der Liberal Democrats sowie zwischen 1992 und 1995 Vorsitzende der Frauenvereinigung der Liberal Democrats war, trat sie auch bei den Unterhauswahlen am 1. Mai 1997 im Wahlkreis Basildon an, verlor aber erneut und verpasste somit den Einzug ins House of Commons.

### Mitglied des Oberhauses und weitere Ämter
Lindsay Northover wurde durch ein Letters Patent vom 1. Mai 2000 als Life Peeress mit dem Titel Baroness Northover, of Cissbury in the County of West Sussex, in den britischen Adelsstand erhoben. Kurz darauf erfolgte am 10. Mai 2000 ihre Einführung als Mitglied des House of Lords.
In der Folgezeit war sie zwischen 2001 und 2002 zunächst Sprecherin der Fraktion der Liberal Democrats für Gesundheit sowie anschließend von 2002 bis 2010 für internationale Entwicklung und gleichzeitig zwischen 2009 und 2010 für das Gesetzgebungsverfahren zum Gleichheitsgesetz. In dieser Zeit war sie zwischen 2001 und 2002 auch Mitglied des Oberhaus-Sonderausschusses für embryonale Stammzellenforschung sowie von 2003 bis 2004 Mitglied des Sonderausschusses für die Europäische Union sowie des Unterausschusses für Auswärtige Angelegenheiten, Verteidigung und internationale Entwicklung. Baroness Palmer gehörte ferner zwischen 2005 und 2010 dem Overseas Development Institute (ODI) als Mitglied des Beirates und fungierte in den Jahren 2007 bis 2010 auch als Trustee des Tropical Health and Education Trust an. Danach war sie von 2008 bis 2010 Mitglied des Oberhausausschusses für Wirtschaftsangelegenheiten sowie zeitgleich Vize-Vorsitzende der Parlamentarischen Gesellschaft mit dem Commonwealth of Nations. Des Weiteren war sie sowohl Trustee der Vereinigung des Bryn Mawr College sowie zwischen 2009 und 2010 Trustee des britischen UNICEF-Komitees.
Nach dem Wahlsieg der Conservative Party sowie der Liberal Democrats bei den Unterhauswahlen am 6. Mai 2010 und der anschließenden Bildung einer Koalitionsregierung ist Baroness Northover, die zwischen 2009 und 2011 Trustee der Liberal Democrats war, seit 2010 als Whip mit dem Titel einer Baroness-in-Waiting to HM the Queen Sprecherin der Regierungsfraktion für Gesundheit, Frauen und Gleichberechtigung sowie internationale Entwicklung. Zusätzlich war sie zwischen 2010 und 2012 Sprecherin für Justiz, Rechtsämter, Wales und den Generaladvokaten von Schottland. Seit 2012 ist sie darüber hinaus auch Sprecherin der Fraktion der Liberal Democrats für Umwelt, Ernährung und ländliche Angelegenheiten.